# Баранчиков, Валентин Васильевич
Валентин Васильевич Баранчиков (10 сентября 1929 году — 5 мая 2001) — юный герой, партизан-связной, участник Великой Отечественной войны.

## Биография
Родился 10 сентября 1929 года в деревне Муравчик Курской области. В годы Великой Отечественной войны одиннадцатилетний юноша стал связным Дмитровского партизанского отряда 1-й Курской партизанской бригады. Обязанностей было много - ходил в разведку, был ездовым, подносил патроны, выносил раненых в безопасные места.
Отряд сформировался 1 октября 1941 года, когда немцы оккупировали территорию Дмитровского района. Отец Валентина, Василий Иванович, один из создателей отряда партизан.  Немцы узнав эту информацию нагрянули в дом к Баранчиковым. Пытали мать, грозились расстрелять, сожгли сено и сараи. Вся семья вынуждена была уйти к партизанам. Валя помогал обслуживать партизанские аэродромы, обеспечивал подвоз раненых для отправки в тыл, оружие, боеприпасы и другие грузы, разводил сигнальные костры для посадки советских самолётов, распространял листовки и газеты среди местных жителей. В одном из тяжелых боев Баранчиков помог своим товарищам партизанам выйти по знакомым ему болотным тропам из немецкого окружения.
Принимал участие в сооружении оборонительных укреплений и бытовых помещений в местах дислокации отрядов. Во время боевых операций юный партизан принимал участие в эвакуации семей, проживающих в местах боевых действий на новое место. Соединившись с частями Красной Армии Валентин вместе с отцом и другими бойцами эвакуировал в тыл мирных жителей сёл, находившихся на линии сопротивления с фашистами.
После освобождения территории района юный Баранчиков участвовал в разминировании улиц города Дмитровска и населённых пунктов района. Комиссаром Красной Армии ему было выдано удостоверение подтверждающее активное участие в жизни партизанского отряда в период оккупации с 29 октября 1941 года по 3 марта 1943 года.
В мирное время Валентин поступил в Сумское высшее артиллерийское командное училище. Окончив обучение с 1953 по 1956 годы проходил службу в Венгрии. В 1957 году его направили служить в город Бийск Алтайского края. С 1959 года пребывал в запасе.
Переехал на постоянное место жительство в Ростов-на-Дону. Закончил историко-филологический факультет Ростовского государственного университета (1960-1966), получил специальность «Журналистика». С марта 1969 года являлся членом Союза журналистов СССР.
Больше 20 лет отработал журналистом редактором ростовской заводской многотиражной газеты «Подшипник», затем трудился в редакционно-издательском отделе РГУ.
После окончания войны, на протяжении всей своей жизни оказывал помощь в создании 14 музеев Боевой Славы – в Ростове-на-Дону (школы №77, 86, 60), комплектовал фонды музеев в Курске (школы № 6, 36, 8, 19, СПТУ-23, во Дворце пионеров, в Курском педагогическом училище), Льгове-2 (железнодорожной школе), Орле (школа № 31), Дмитровске, Сосково. Член редакторской группы "Книги памяти". Писал очерки о юных героев Отечественной войны. В честь героев этих очерков в Ростове-на-Дону названы 7 улиц и установлены 4 мемориальные доски героям войны.
В 1994 году был удостоен звания «Заслуженный работник культуры РФ» за активную журналистскую деятельность по увековечиванию памяти защитников Отечества.
Майор запаса проживал в городе Ростове-на-Дону. Умер 5 мая 2001 года.

## Награды
- Орден Отечественной войны II степени,
- Медаль «За победу над Германией в Великой Отечественной войне 1941—1945 гг.»
- Медаль «В ознаменование 100-летия со дня рождения Владимира Ильича Ленина»
- Медаль Жукова
- другие медали.
- Заслуженный работник культуры РФ

## Память
- Архивные материалы о Вале Баранчикове находятся в Курском военно-историческом музее «Юные защитники Родины».